# Nordfriesisches Wattenmeer

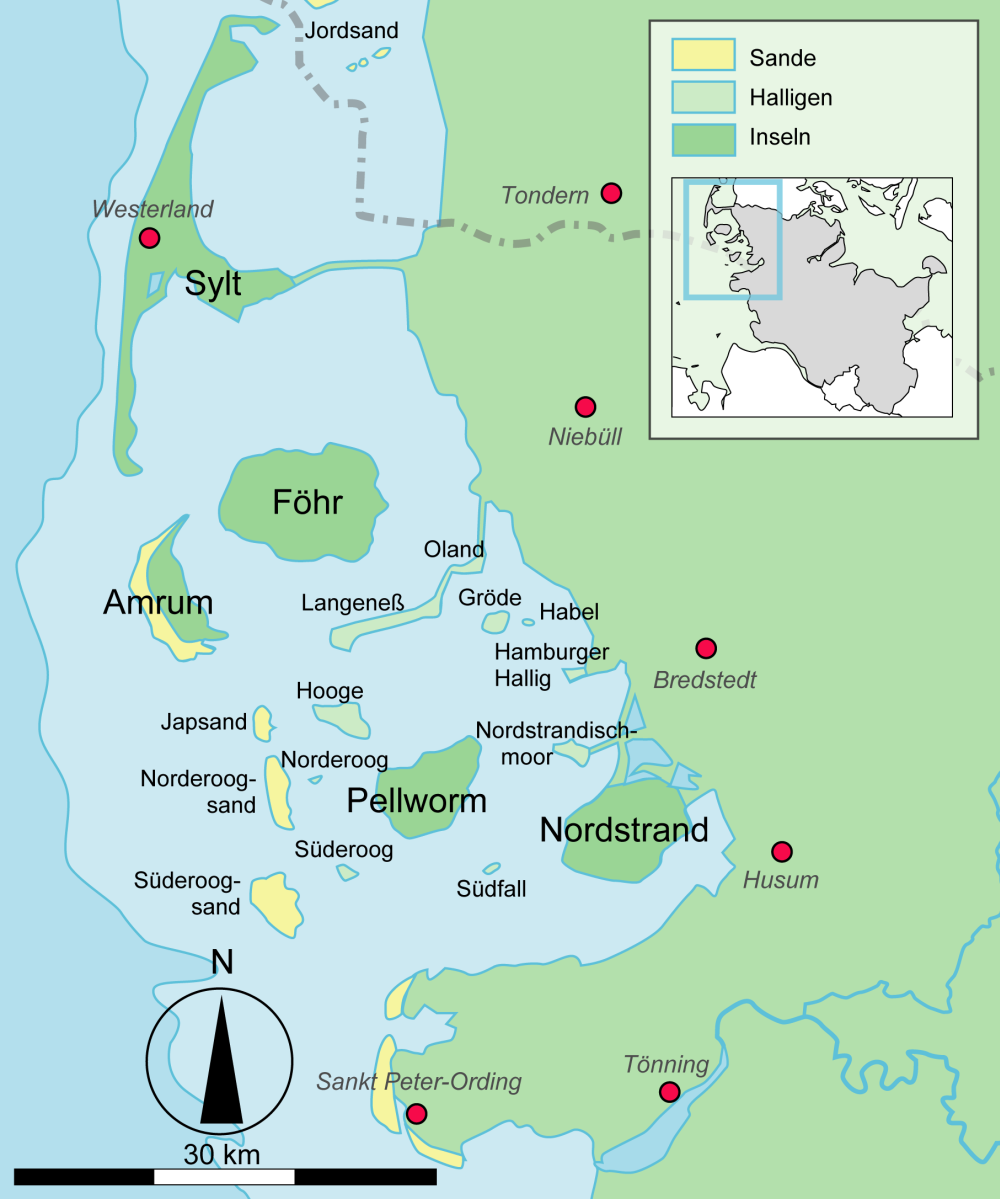
Nordfriesisches Wattenmeer; das Naturschutzgebiet befindet sich zwischen Sylt im Norden und der Halbinsel Eiderstedt im Süden.

Das Nordfriesische Wattenmeer ist ein Naturschutzgebiet vor der schleswig-holsteinischen Nordseeküste im Kreis Nordfriesland.

## Allgemeines
Das rund 136.570 Hektar große Naturschutzgebiet ist mit der Nummer 86 in das bei der obersten Landschaftspflegebehörde in Schleswig-Holstein geführte Verzeichnis der Naturschutzgebiete eingetragen. Es wurde 1982 ausgewiesen (Datum der Verordnung: 23. August 1982). In dem Naturschutzgebiet sind die früheren Naturschutzgebiete „Nordfriesisches Wattenmeer“, ausgewiesen im Januar 1974, und Teile des Naturschutzgebietes „Nordspitze Amrum auf der Insel Amrum im Kreis Südtondern“, ausgewiesen im Oktober 1936, aufgegangen. Zuständige untere Naturschutzbehörde ist der Kreis Nordfriesland.

## Beschreibung
Das Naturschutzgebiet liegt nahezu vollständig im Nationalpark Schleswig-Holsteinisches Wattenmeer und im Biosphärenreservat Schleswig-Holsteinisches Wattenmeer und Halligen. Es ist Bestandteil des FFH-Gebietes „Nationalpark Schleswig-Holsteinisches Wattenmeer und angrenzende Küstengebiete“ sowie des EU-Vogelschutzgebietes „Ramsar-Gebiet Schleswig-Holsteinisches Wattenmeer und angrenzende Küstengebiete“. Im Norden grenzt es, getrennt durch den Hindenburgdamm, an das Naturschutzgebiet „Wattenmeer nördlich des Hindenburgdammes“, auf Sylt an die Naturschutzgebiete „Rantumbecken“, „Baakdeel-Rantum/Sylt“, „Rantumer Dünen/Sylt“ und „Hörnum-Odde/Sylt“ sowie an die Landschaftsschutzgebiete „Morsum“, „Rantum (Sylt)“, „Dünen- und Heidelandschaft Hörnum auf Sylt“, im Westen auf der Insel Amrum an das Naturschutzgebiet „Nordspitze Amrum auf der Insel Amrum im Kreis Südtondern“ und das Landschaftsschutzgebiet „Amrum“ sowie im Südosten an die Naturschutzgebiete „Hamburger Hallig“ und „Beltringharder Koog“ sowie „Wester-Spätinge“ auf der Halbinsel Eiderstedt und die Landschaftsschutzgebiete „Schobüller Berg“ und „Dockkoog und Porrenkoog“ nordwestlich bzw. westlich von Husum sowie das Landschaftsschutzgebiet „Westerhever“ im Nordwesten der Halbinsel Eiderstedt.
Das Naturschutzgebiet erstreckt sich auf den Bereich des nordfriesischen Wattenmeers zwischen Sylt im Norden und dem Landesschutzdeich der Halbinsel Eiderstedt im Süden bis einschließlich der Tümlauer Bucht nördlich von Sankt Peter-Ording. Im Osten begrenzt der Landesschutzdeich zwischen dem Friedrich-Wilhelm-Lübke-Koog und der Mündung der Husumer Au das Naturschutzgebiet. Die im nordfriesischen Wattenmeer liegenden Inseln und Halligen sowie die zu diesen führenden Dämme sind aus dem Naturschutzgebiet ausgenommen. Der größte Teil des Naturschutzgebietes ging 1985 im Nationalpark Schleswig-Holsteinisches Wattenmeer auf. Lediglich ein 150 Meter breiter Streifen im Bereich der Küstenlinie ist nicht Teil des Nationalparks.
Das Naturschutzgebiet wird von ausgedehnten Wattflächen und Sanden mit zahlreichen Seegatten, Tiefs und Prielen geprägt. Zwischen den Wattflächen liegen die nordfriesischen Inseln und Halligen sowie westlich von Hooge, Pellworm und Süderoog die nordfriesischen Außensände Japsand, Norderoogsand und Süderoogsand. In den Küstenbereichen schließen sich Salzwiesen, Dünen und Strandflächen an. Das Naturschutzgebiet ist Lebensraum für zahlreiche an die Lebensbedingungen angepasste Pflanzen- und Tierarten, darunter Schnecken, Muscheln, Krebse, Garnelen und Wattwürmer. Weiterhin ist es wichtiger Lebensraum für Seevögel, Wat- und Wasservögel, Seehunde und Kegelrobben sowie zahlreiche Fische, die hier laichen sowie Rast-, Überwinterungs- und Mausergebiet vieler Wat- und Wasservögel.
Teilbereiche des Naturschutzgebietes werden vom Verein Jordsand zum Schutze der Seevögel und der Natur, der Naturschutzgesellschaft Schutzstation Wattenmeer, Öömrang Ferian, dem Naturschutzverein Wiedingharde, dem Verein für Naturschutz und Landschaftspflege – Mittleres Nordfriesland und dem Naturschutzverein Südtondern betreut.

## Galerie

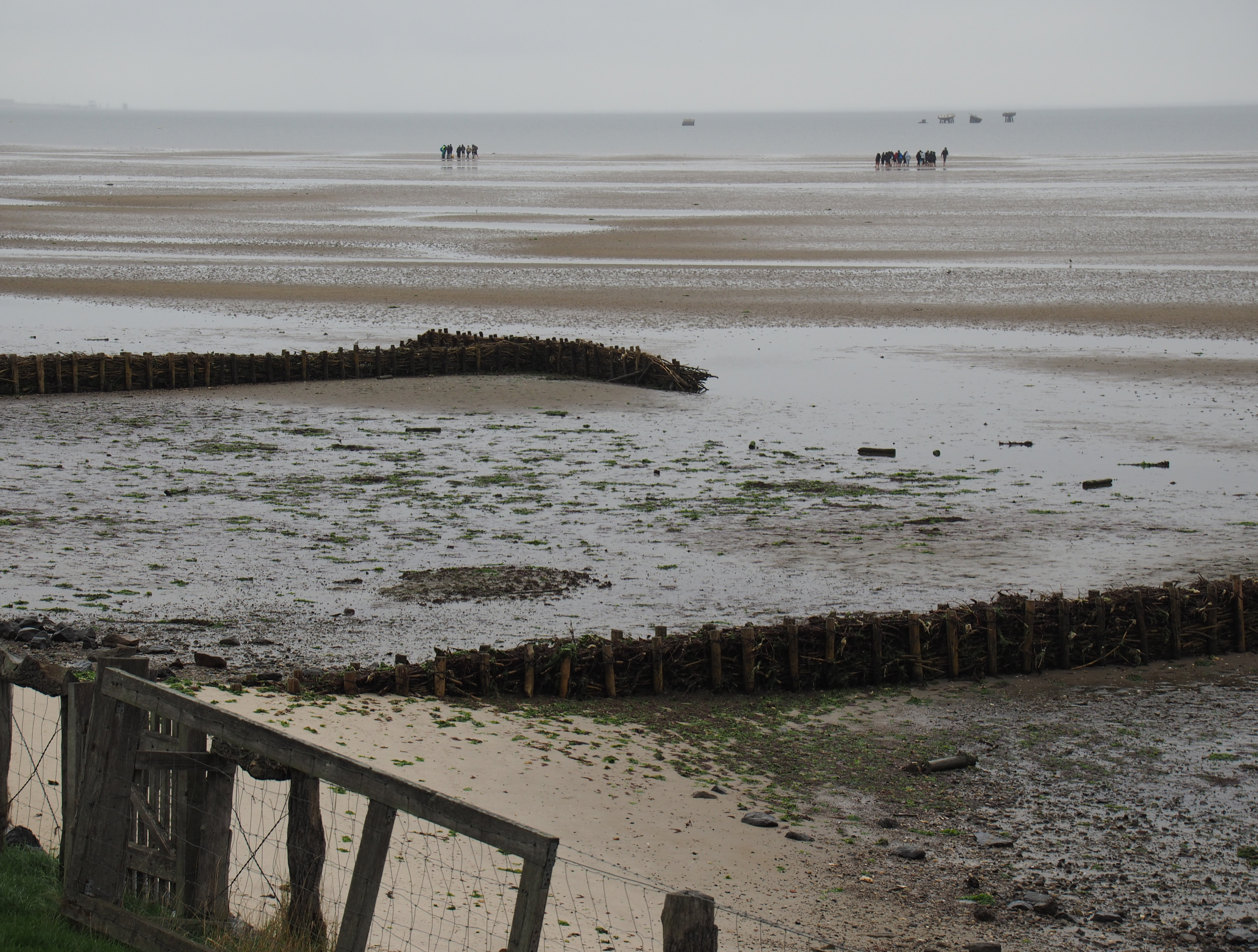
Buhnen im Wattenmeer
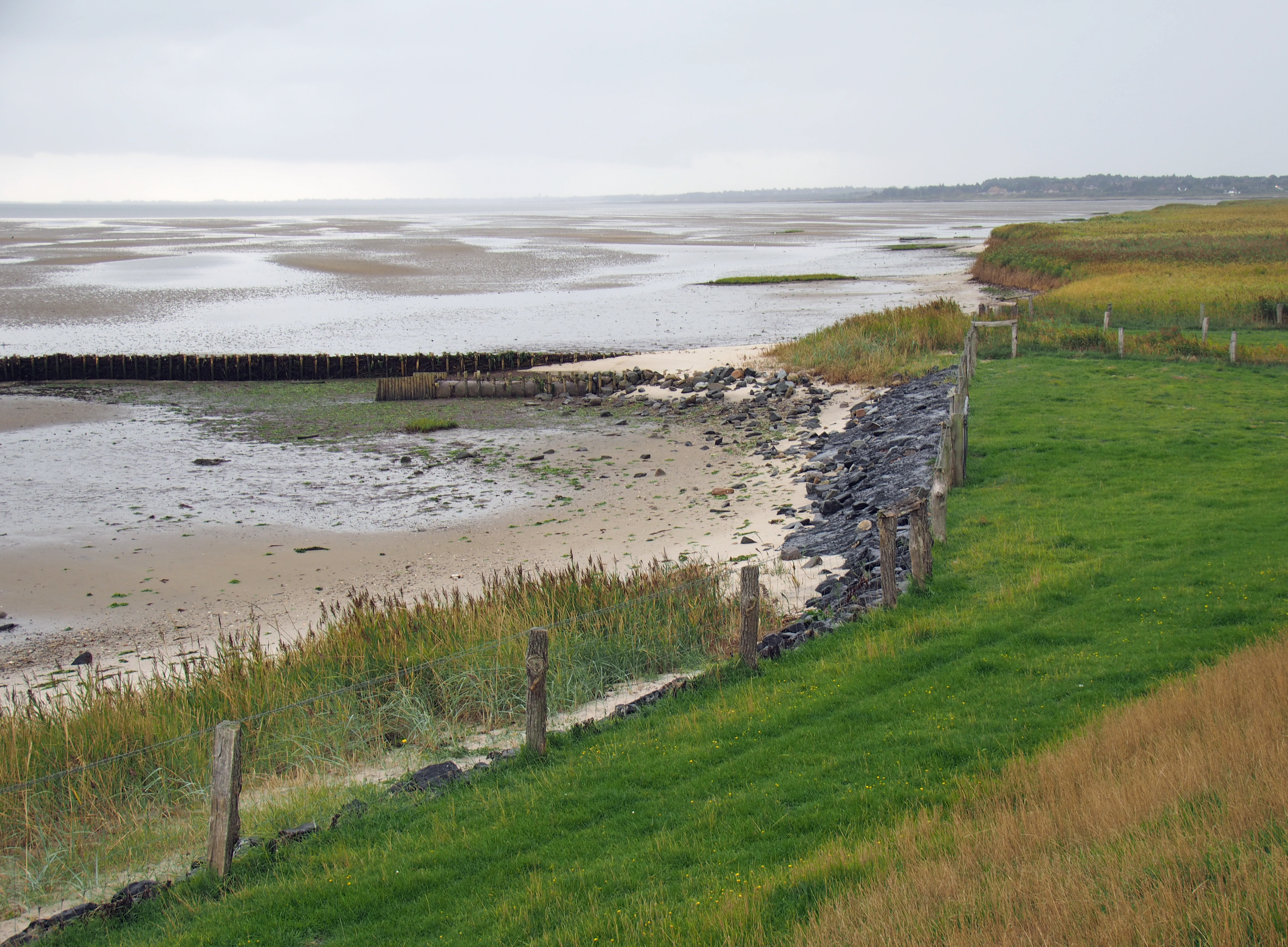
Küstenlinie zwischen Kampen und List
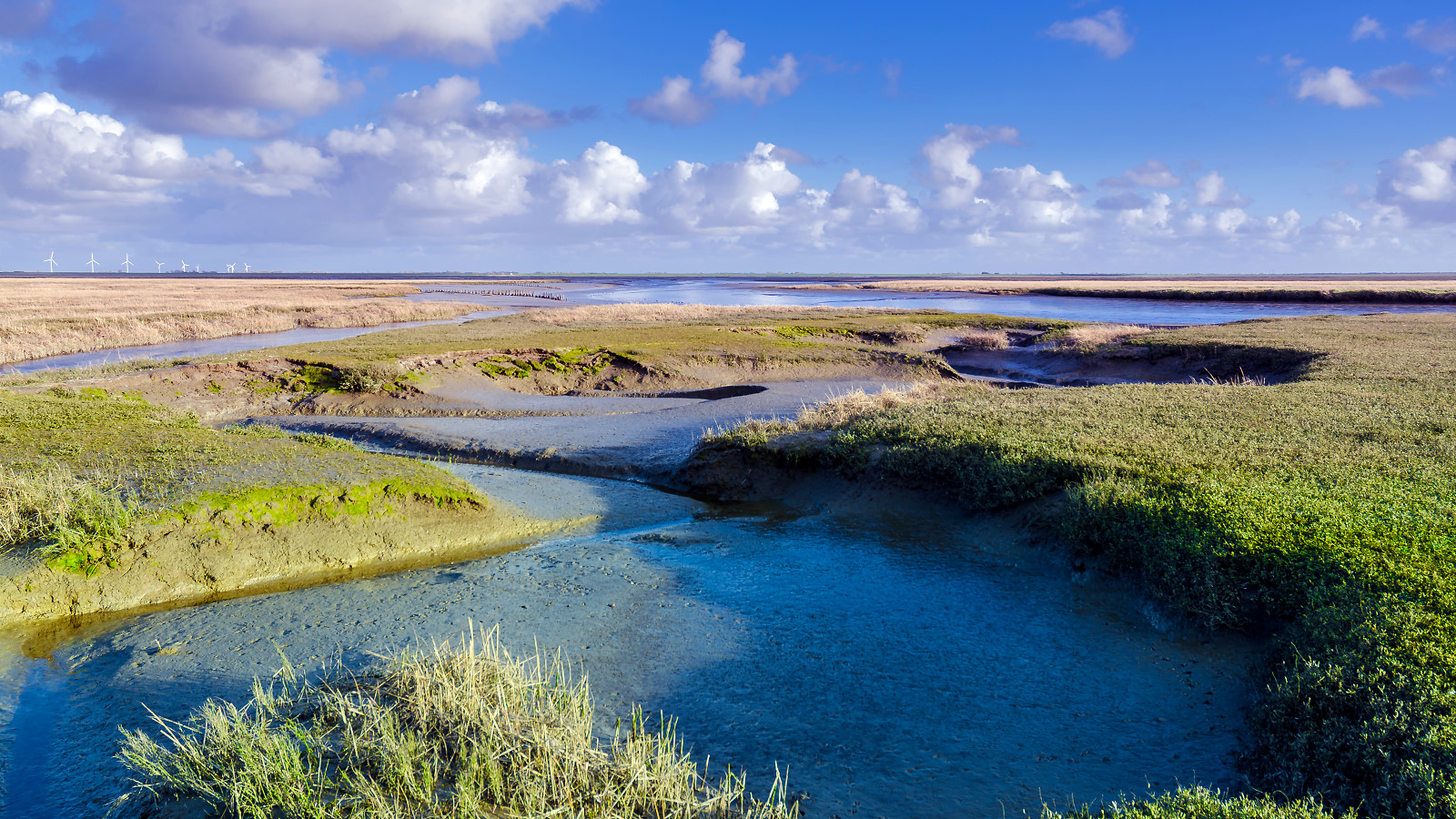
Priele in den Salzwiesen vor Westerhever
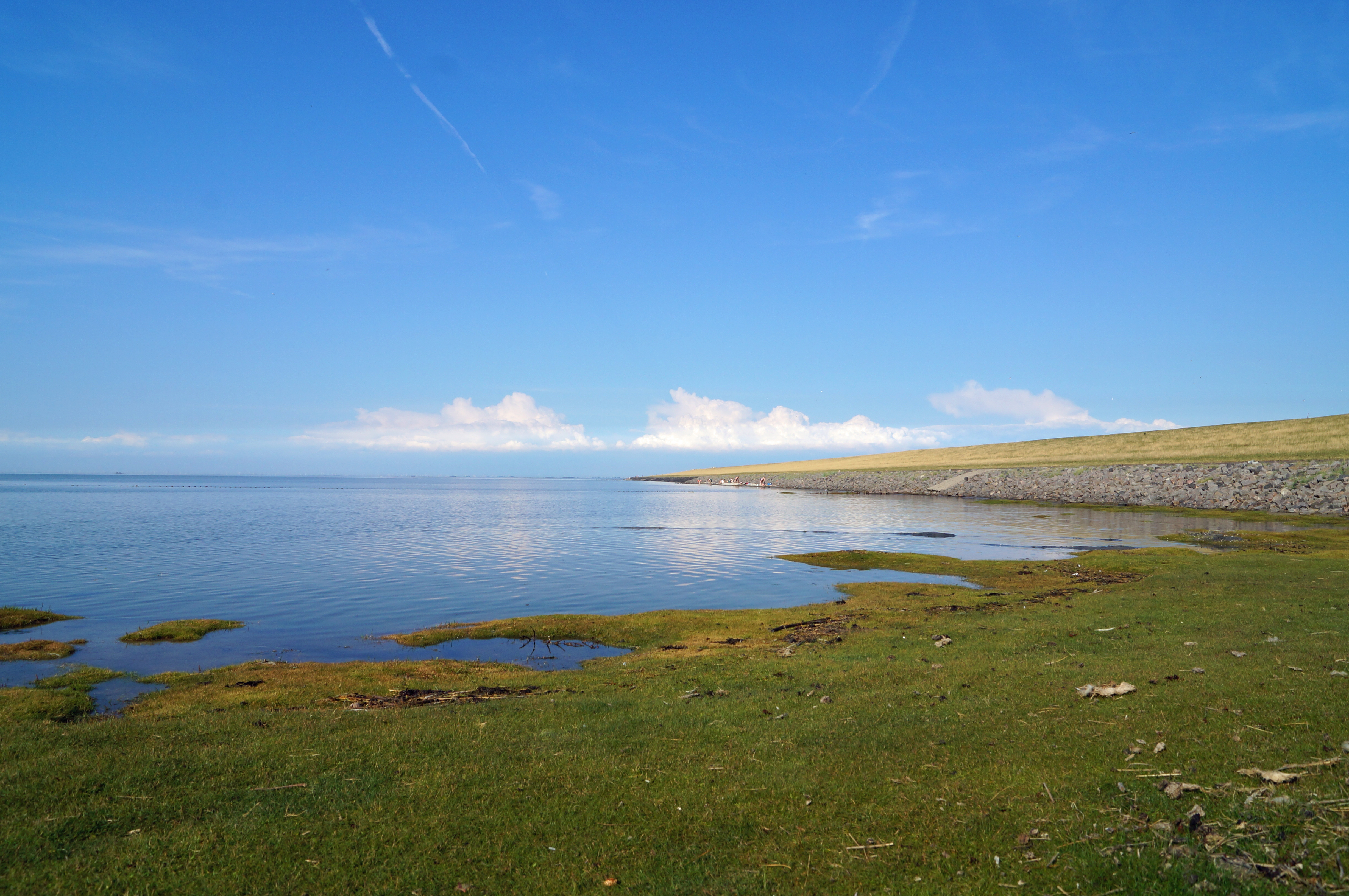
Wattenmeer vor Osterhever